# Тимків (село)
Тимкі́в — село в Україні, у Новоушицькій селищній територіальній громаді Кам'янець-Подільського району Хмельницької області.

## Географія
Село лежить в яру, на річці Ушиці. На півночі межує з селами Притулівка та Отроків, на півдні — Бучая та на заході з селом Лисець.

## Символіка

### Герб
Щит поділений на дві частини. Фон верхньої частини золотистого кольору, на якому зображено дерев'яну церкву жовтого кольору — символ першого історичного сільського храму. Фон нижньої частини щита зеленого кольору, на якому розмістились кургани. Адже на території села є 13 курганів та Скіфське Городище.

### Прапор
Прямокутне полотнище поділене на дві частини верхня жовтого кольору, нижня — зеленого кольору. У правому верхньому куті зображено церкву, як символ першого історичного сільського храму.

## Історія

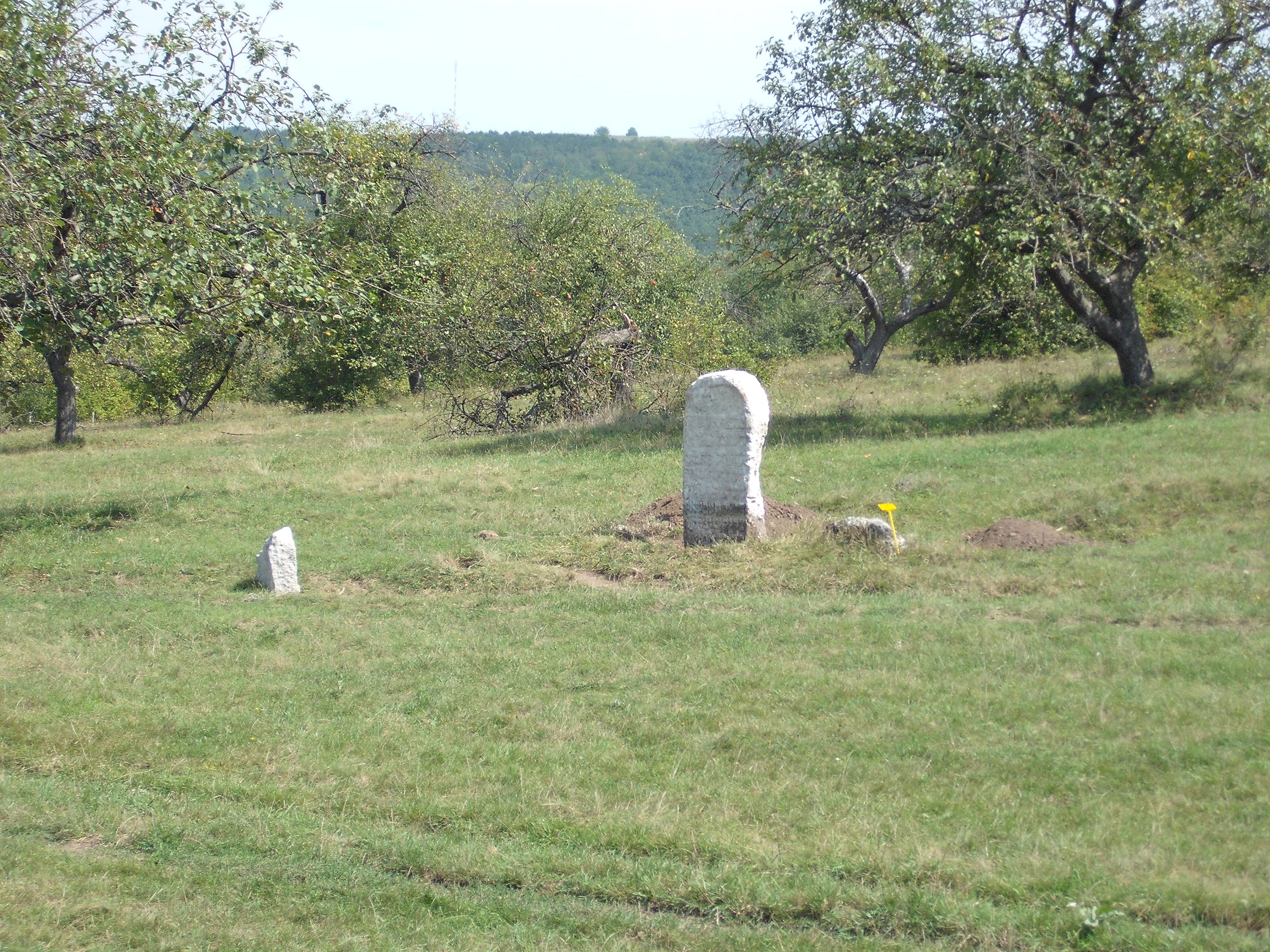
Єврейське кладовище

В західній частині села ще в XII столітті процвітало невелике місто, яке носило назву Райгород. У 1241 році, після навали орди хана Батия, монголо-татари зруйнували і спалили це місто. Жителів Райгорода порубали і перерізали, але одному із людей вдалось втекти. Цей чоловік називався Тимко. Походження Тимка невідоме, можливо він був заможним. І ось він поселився на лісистій місцевості, поблизу лісу Білавина. Тимко прорубав галявину і побудував собі хату. Потім він одружився і його діти почали розселятися недалеко від нього. З роками поселення розрослося, і утворилося село Тимків, на честь першого поселенця Тимка, адже переважна більшість людей були його прямими онуками і правнуками. Досі цю частину села називають Стариками.
З 1709 року існувала сільська церква.
З 1991 року село в складі незалежної України.
До адміністративної реформи 19 липня 2020 року село належало до Новоушицького району, після його ліквідації належить до Кам'янець-Подільського району.
30 січня 2021 року селі повалено погруддя Леніну.

## Населення
Населення становить 273 особи (зі 197 дворів) на 2001 рік.

### Мова
У селі поширені західноподільська говірка та південноподільська говірка, що відносяться до подільського говору, який належить до південно-західного наріччя.

## Пам'ятки
Історичні місця села є на лівому березі річки, там були знайдені сліди трипільського поселення, а також на території колишньої поміщицької садиби помітні залишки валів, що захищали, за переказами, місцевий замок.
- Церква св. Іоана Богослова, діюча, 1855 р. Церква збудована у 1709 р., розібрана у 1855 р. Нова церква збудована у 1856 р. — кам'яна.

## Світлини

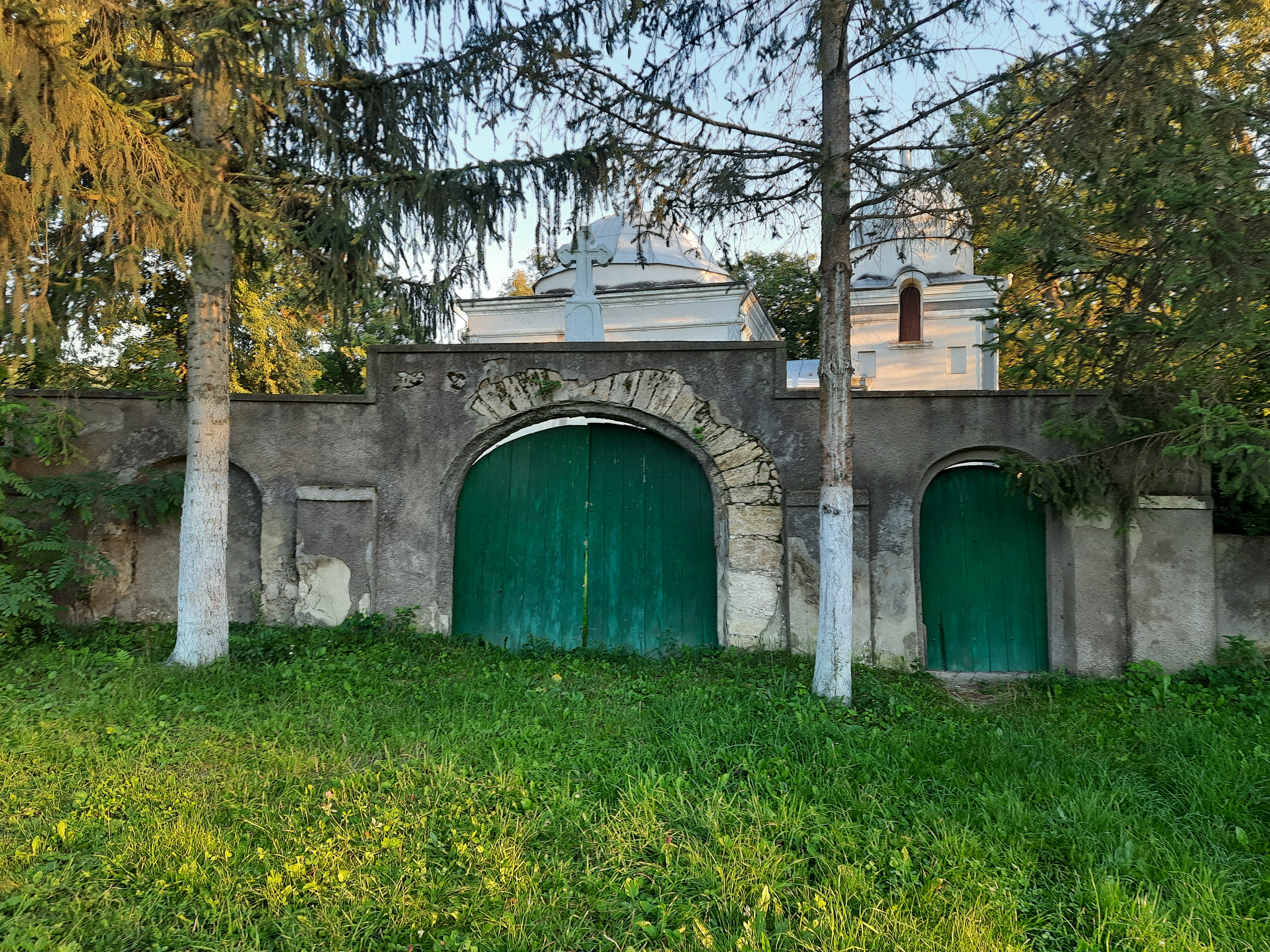
Церква Івана Богослова
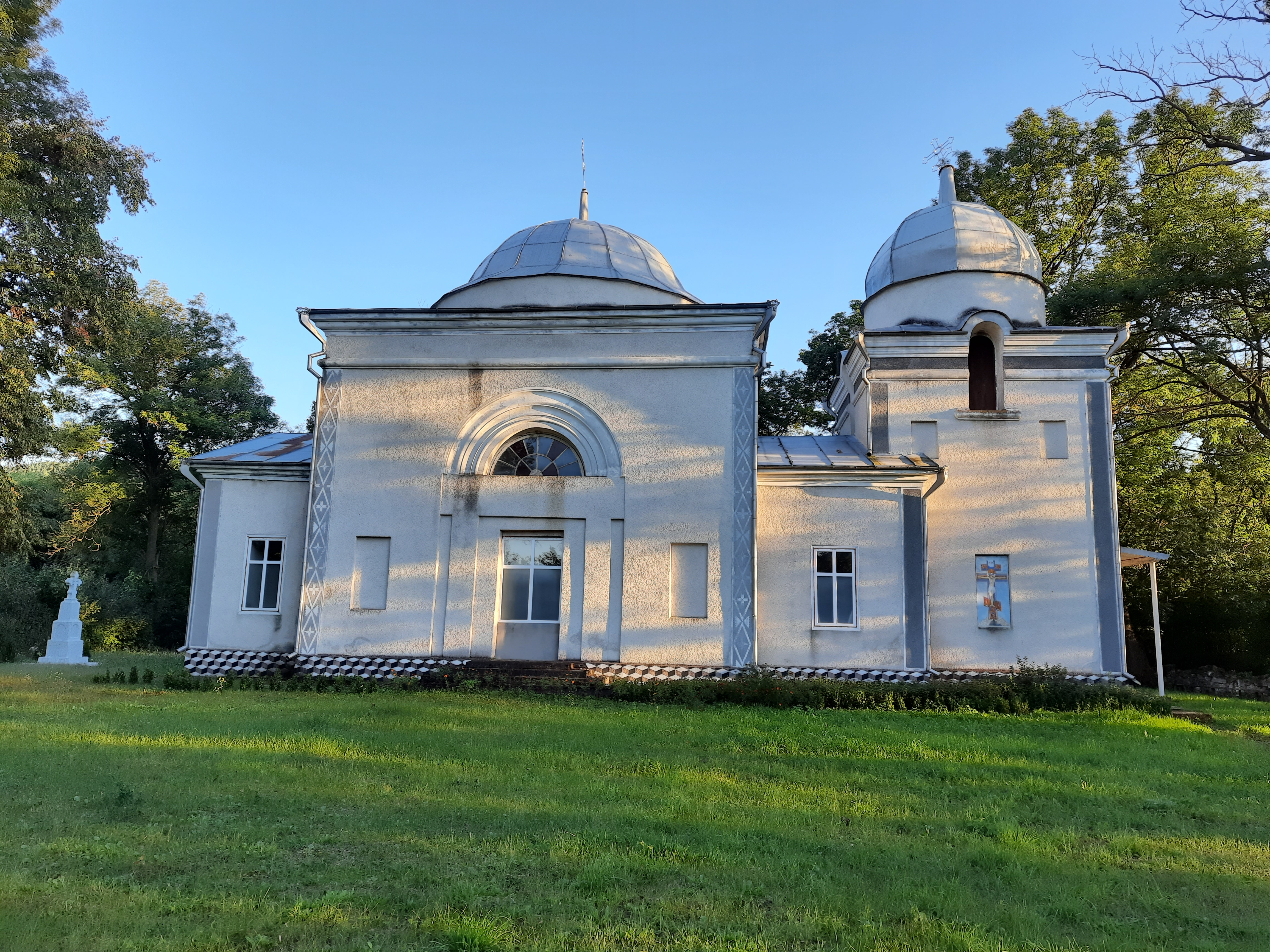
Церква Івана Богослова
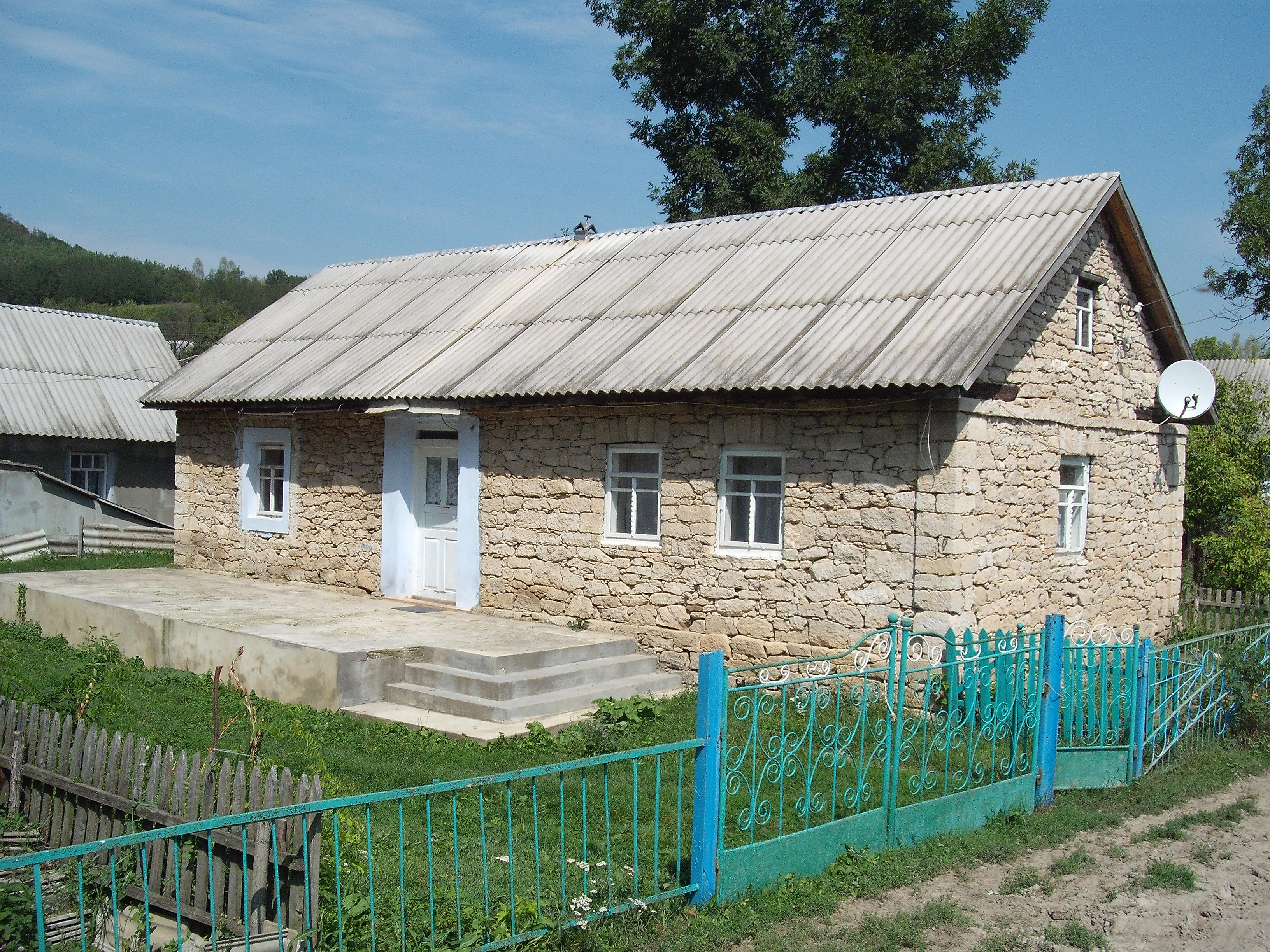
Хата
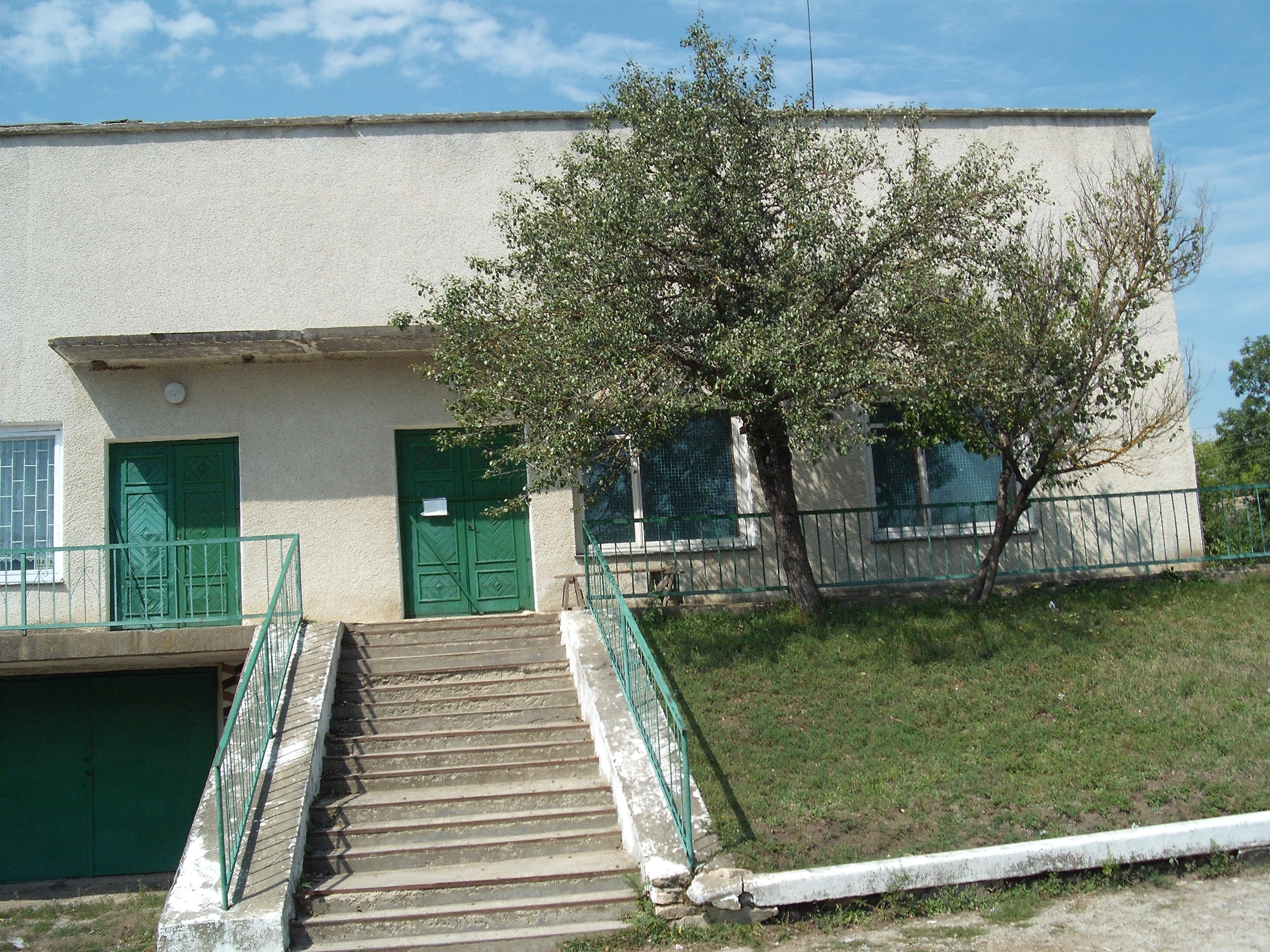
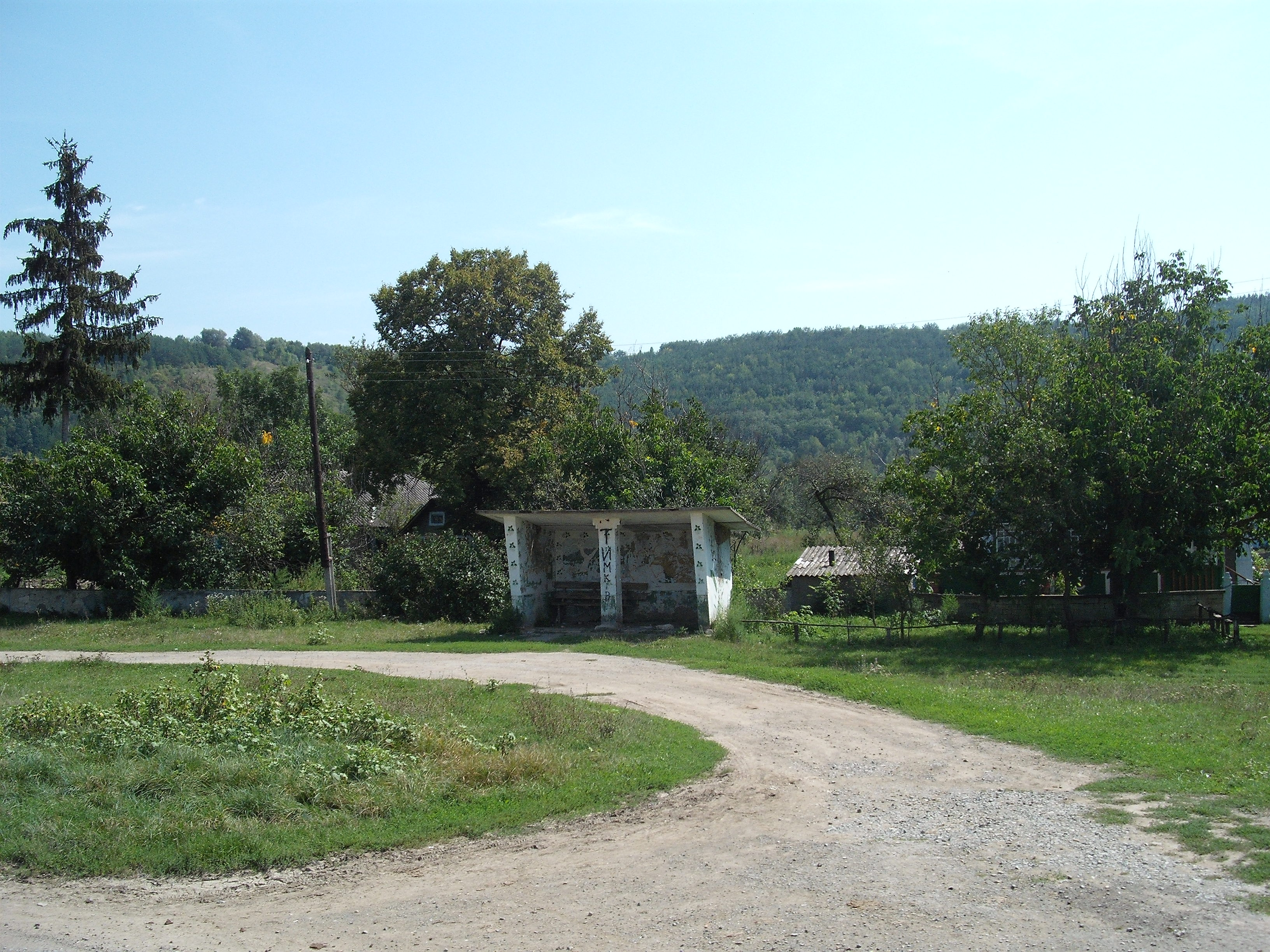
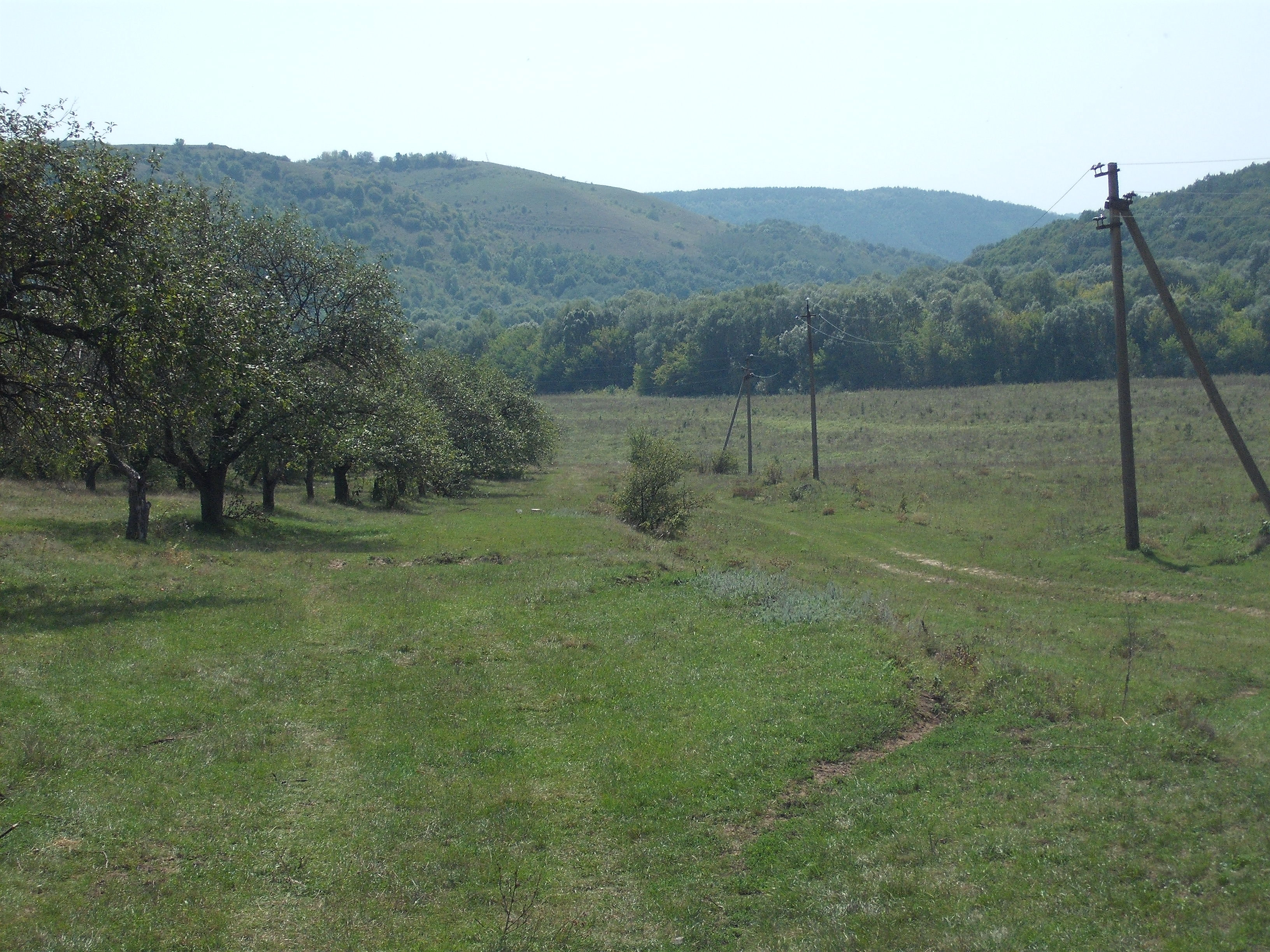
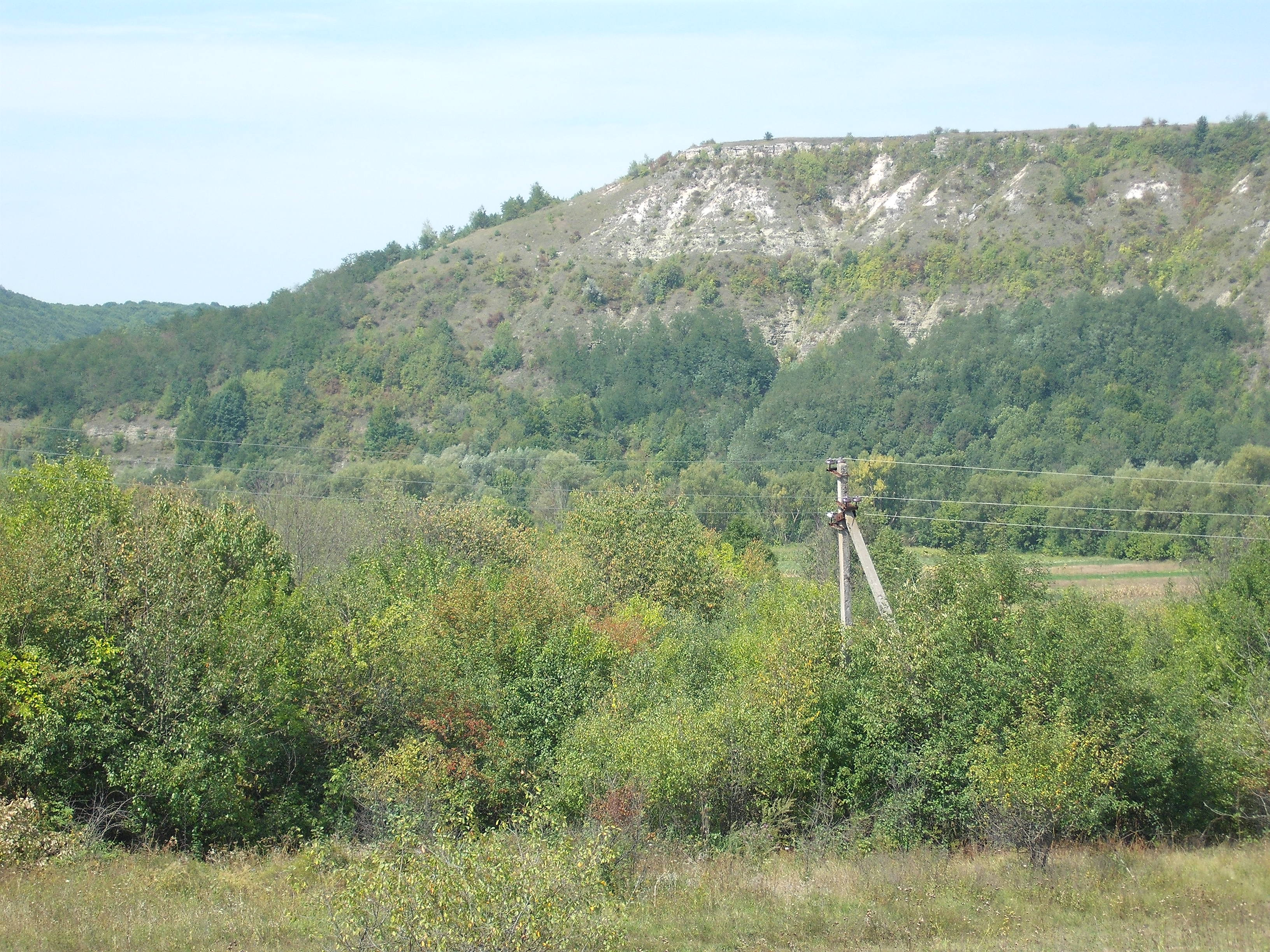